# Перуанский ценолест
Перуанский ценолест, или инка (лат. Lestoros inca) — вид сумчатых млекопитающих из семейства ценолестовых (Caenolestidae), единственный в роде Lestoros. Водится во влажных прохладных горных лесах южного Перу и северо-восточной Боливии, на высоте от 1500 до 4000 м над уровнем моря.
Длина тела — 9—13 см, хвоста — такая же. Весит 25—40 г. Окраска длинного меха бурая. Сосков 4. Ведет наземный образ жизни. Активность ночная. Питается преимущественно насекомыми, но иногда убивает и ест новорожденных крыс. Сезон размножения, предположительно, в начале июля.